# Níger en los Juegos Olímpicos de París 2024
Níger estuvo representado en los Juegos Olímpicos de París 2024 por siete deportistas, cinco hombres y dos mujeres, que compitieron en cinco deportes.
Los portadores de la bandera en la ceremonia de apertura fueron el practicante de taekwondo Abdoulrazak Issoufou y la atleta Samira Awali Boubacar. El equipo olímpico nigerino no obtuvo ninguna medalla en estos Juegos.